# Juta, Somogy
Juta  este un sat în districtul Kaposvár, județul Somogy, Ungaria, având o populație de 1.224 de locuitori (2011). 

## Demografie
Componența etnică a satului Juta
     Maghiari (97,5%)
     Romi (1,16%)
     Necunoscut (0,8%)
     Germani (0,54%)
     Alții (0,8%)
Componența confesională a satului Juta
     Fără religie (13,97%)
     Reformați (3,35%)
     Atei (2,45%)
     Luterani (1,14%)
     Necunoscută (79,08%)
     Alte religii (1,39%)
Conform recensământului din 2011, satul Juta avea 1.224 de locuitori. Din punct de vedere etnic, majoritatea locuitorilor (97,5%) erau maghiari, cu o minoritate de romi (1,16%). Apartenența etnică nu este cunoscută în cazul a 0,8% din locuitori. Nu există o religie majoritară, locuitorii fiind persoane fără religie (13,97%), reformați (3,35%), atei (2,45%) și luterani (1,14%). Pentru 79,08% din locuitori nu este cunoscută apartenența confesională.